# Comarca de Meira
La comarca de Meira es una comarca central de Lugo (Galicia, España). Pertenecen a la misma los siguientes municipios: Meira, Pol, Ribera de Piquín y Riotorto.
Meira es la capital de la comarca.